# Monte Mitchell (Carolina do Norte)
O Monte Mitchell é o mais alto pico da cordilheira dos Apalaches e o mais alto na parte oriental da América do Norte continental (há montanhas mais altas nas ilhas do Caribe). Localiza-se perto de Burnsville no Condado de Yancey, e é parte das Montanhas Blue Ridge, ou Cordilheira Azul, por sua vez constituinte dos Apalaches. É tombado dentro do Parque Estadual do Monte Mitchell. O nome é uma homenagem a um geólogo que morreu durante uma expedição à montanha.
Hoje em dia é bastante fácil chegar ao cume, pois há uma estrada pavimentada que chega a 300 metros do topo e uma trilha que completa o percurso.
O clima no Monte Mitchell é ameno no verão e frígido no inverno, quando a temperatura já atingiu -37°C. Acumulações pesadas de neve ocorrem, tendo chegado a 1,5 m numa ocasião em 1993.
Os picos mais altos que o Monte Mitchell e que ficam mais próximos são os Black Hills no Dakota do Sul e as montanhas do Colorado. É um dos dois únicos picos ultraproeminentes das montanhas Apalaches, sendo o outro o Monte Washington em Nova Hampshire.
As rochas do Monte Mitchell foram formadas durante o Pré-Câmbrico, quando depósitos marinhos se transformaram em gnaisse e xisto. Estas rochas metasedimentares foram depois erguidas durante a orogenia Apalache.
A região tem sido vítima de chuva ácidas e de uma espécie de afídeo invasor que danificam a flora local, mas as belas paisagens continuam atraindo um grande número de turistas.

## Galeria

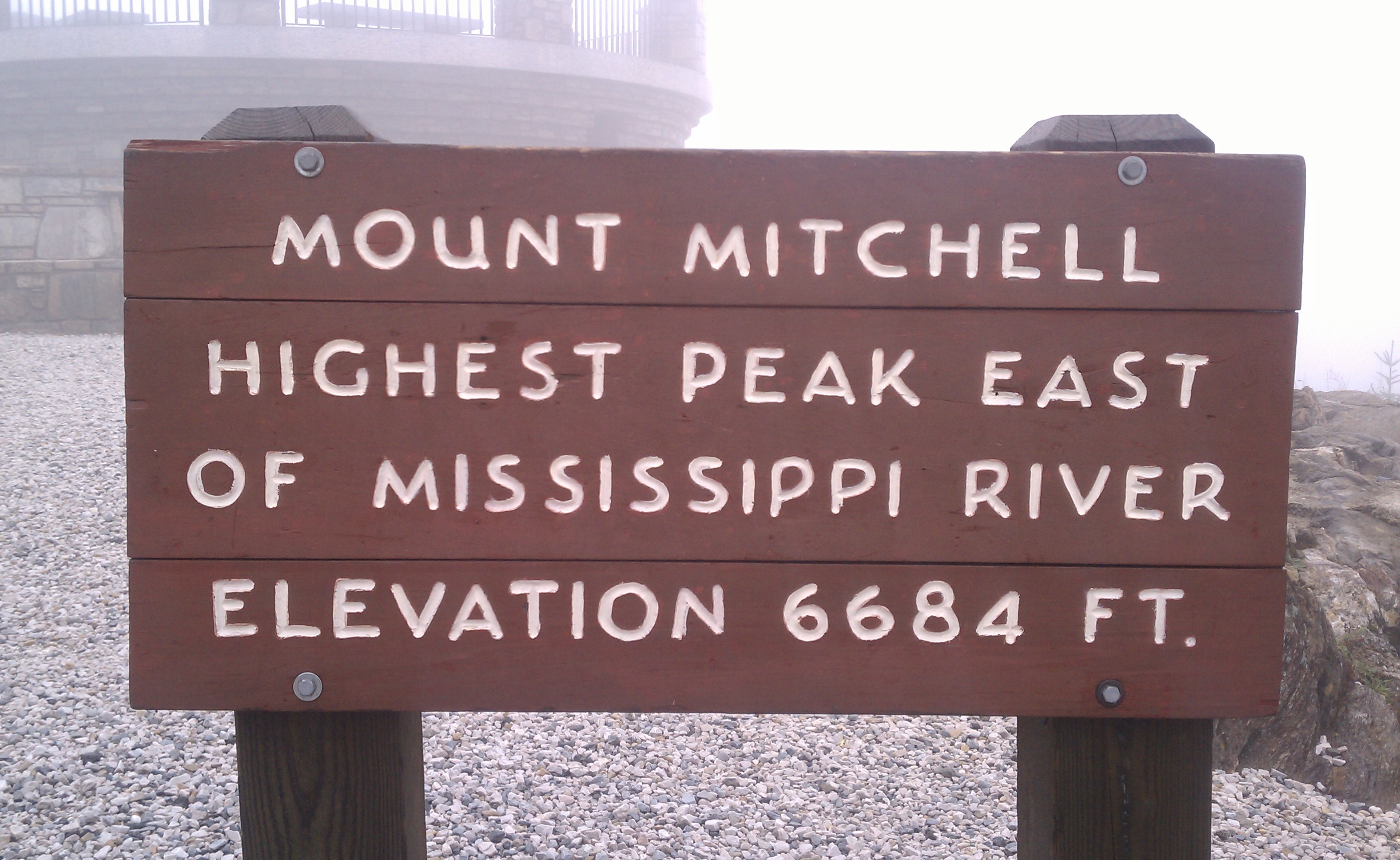
Placa indicativa da altitude
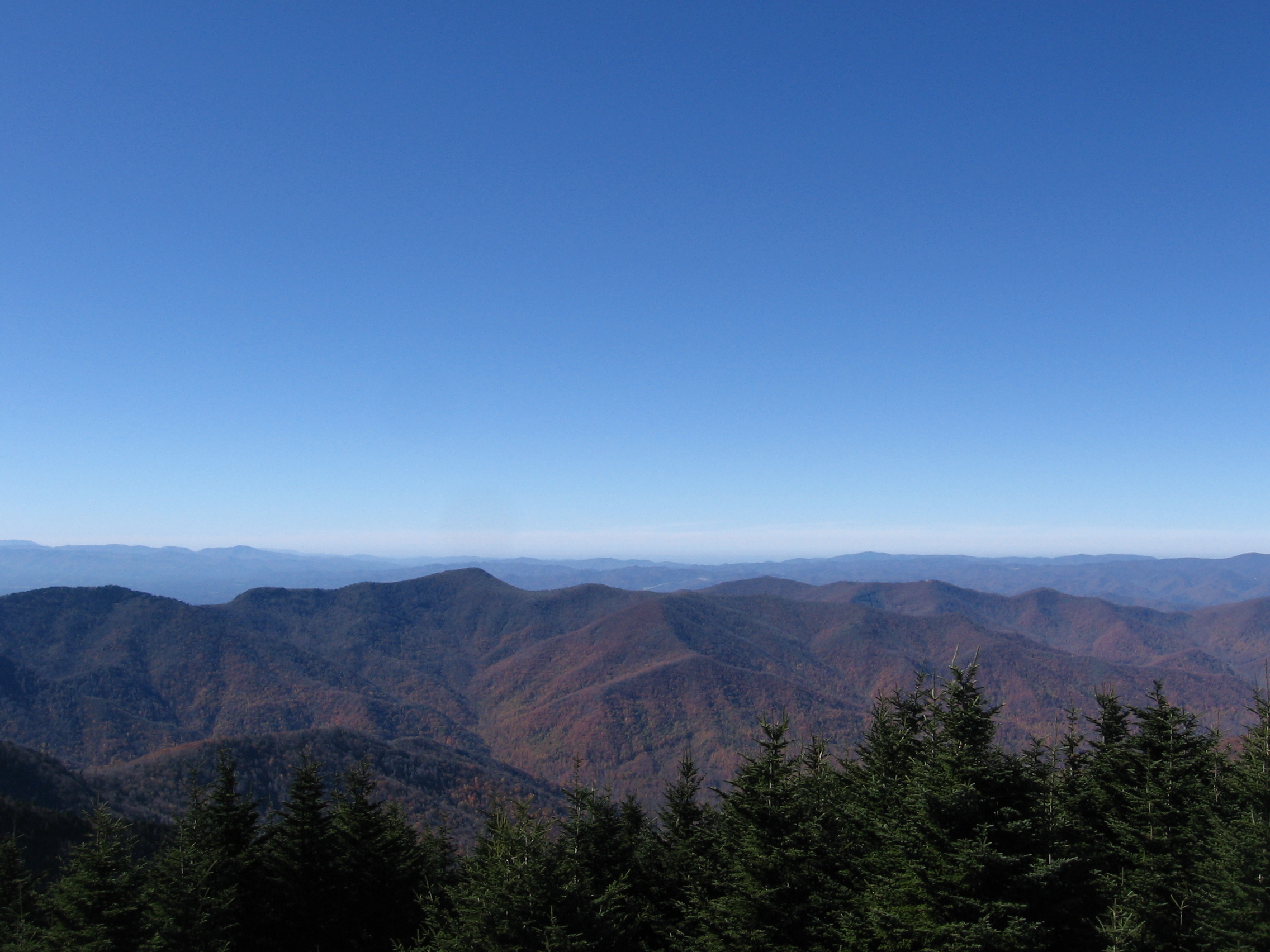
Monte Mitchell: vista do topo
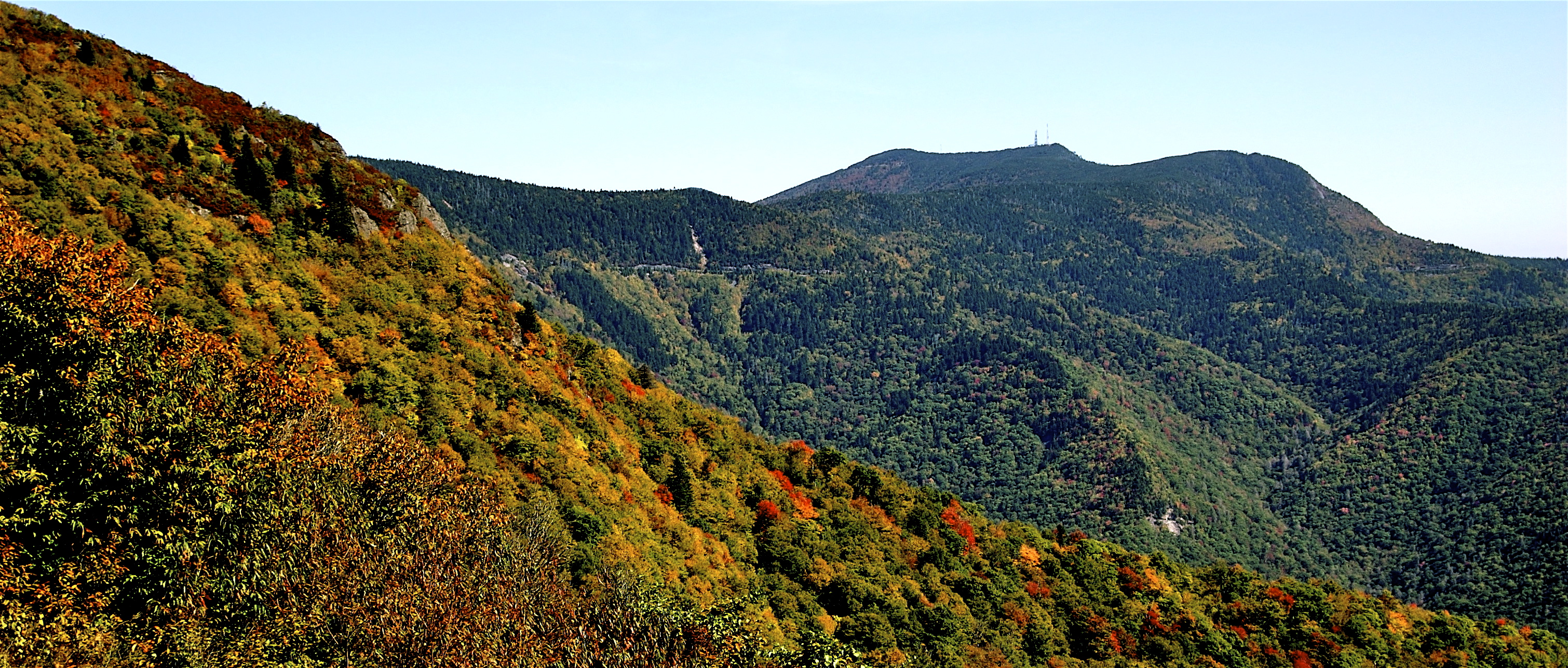
Monte Gibbes, Clingman's Peak, e Potato Knob vista de sudoeste de Blue Ridge Parkway
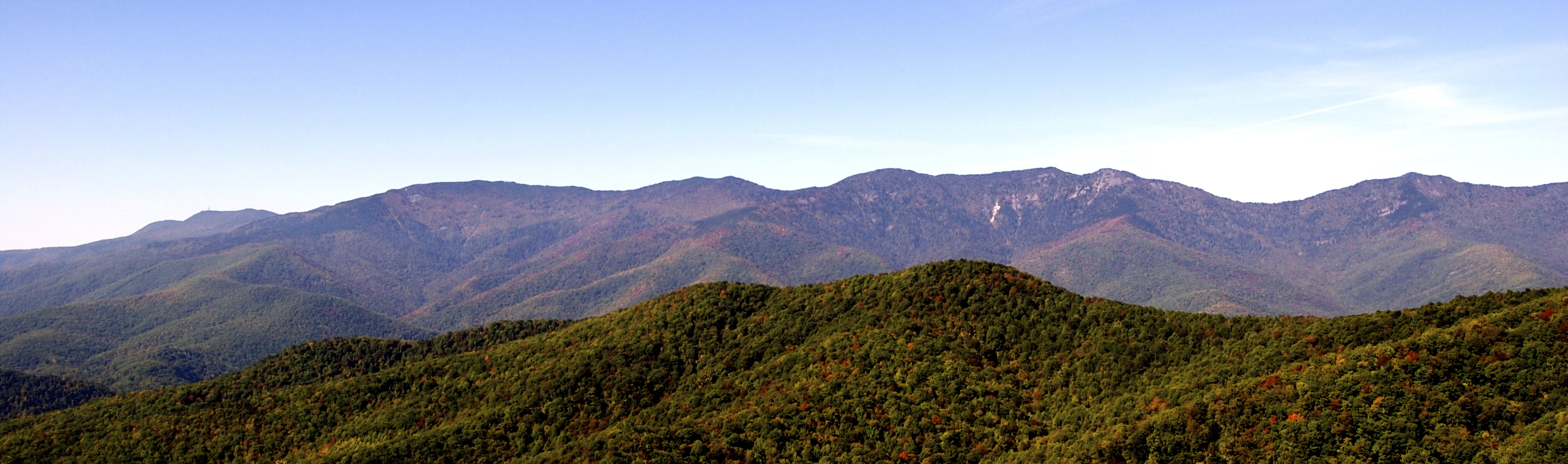
Black Mountains vistas do Blue Ridge Parkway
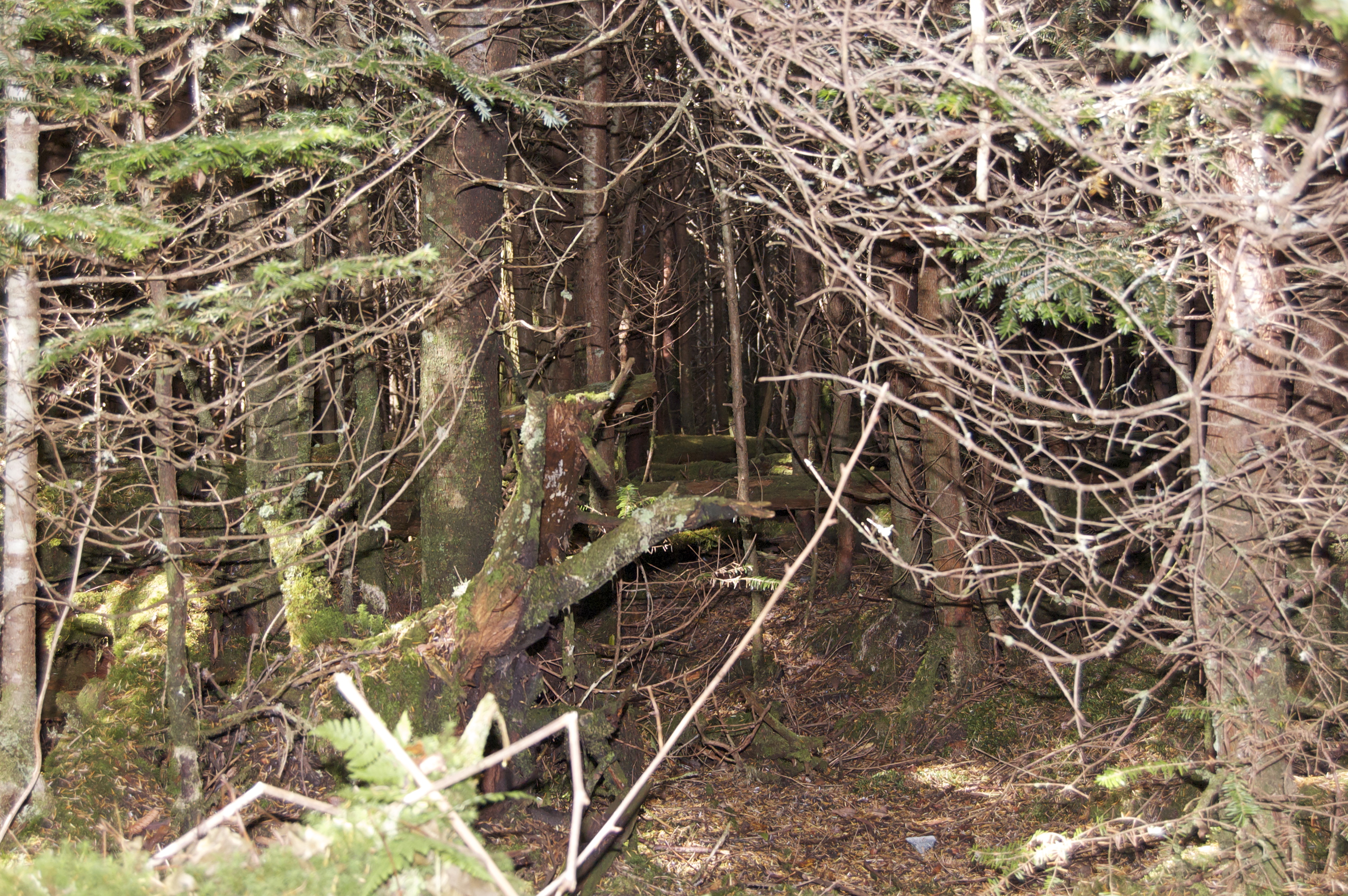
Floresta vista do Monte Mitchell
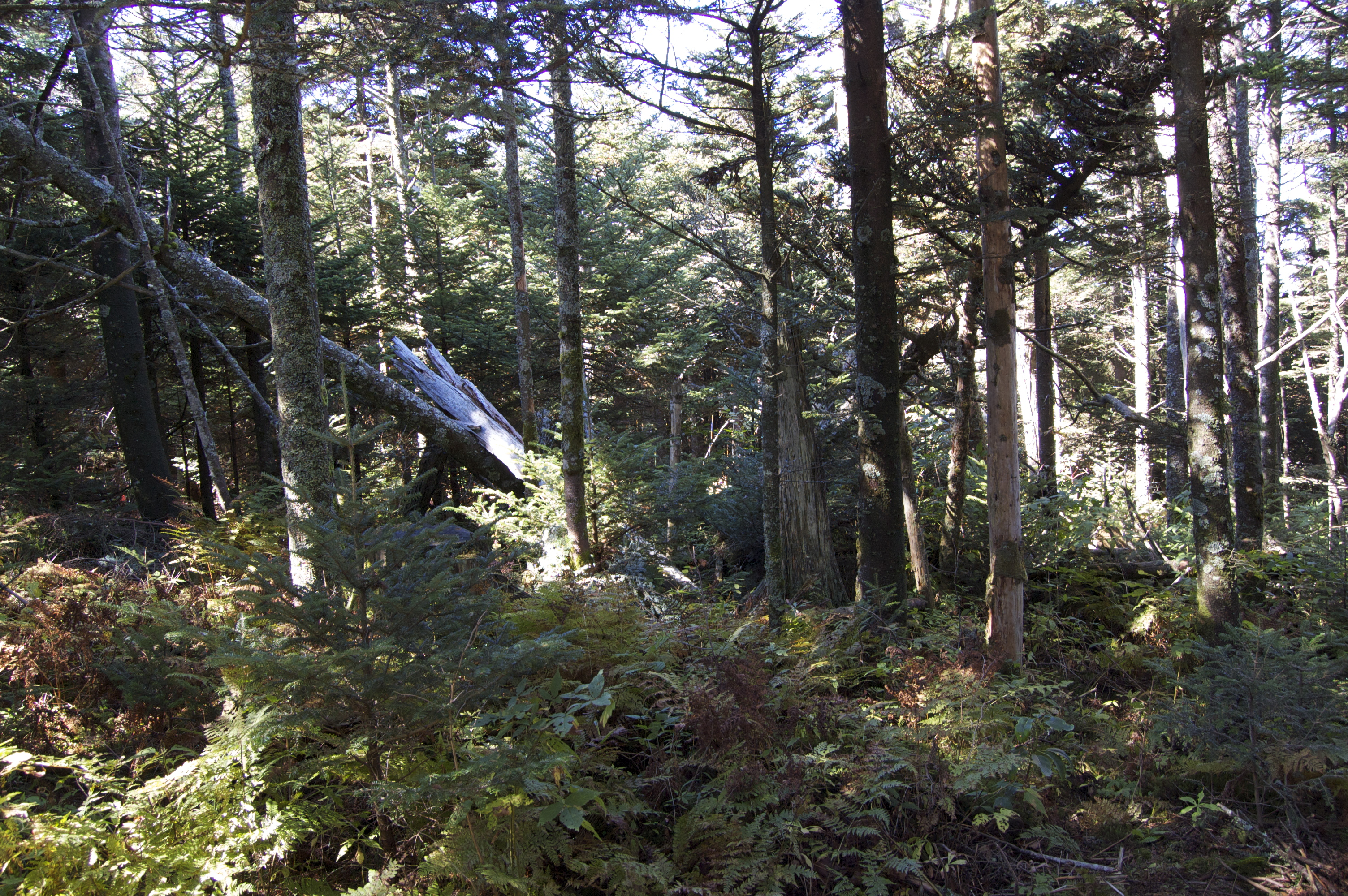
Exemplo de floresta perto do topo do monte Mitchell